# Spittal (Wales)
Spittal ist ein Dorf und eine Community im walisischen Pembrokeshire mit 494 Einwohnern (Stand: 2011).

## Geographie
Spittal liegt im Westen von Wales in der Unitary Authority Pembrokeshire nördlich der Stadt Haverfordwest unweit des Western Cleddau, einem Quellfluss des River Cleddau. Das Dorf Spittal ist zugleich auch eine eigenständige Community; das Gemeindegebiet umfasst neben dem Dorf selbst auch die umliegenden Ländereien und erstreckt sich im Norden bis zu dem kleinen Bach Spittal Brook, im Süden bis zum kleinen Bach Rudbaxton Water, im Westen bis zum Western Cleddau und im Osten bis zum Bachsystem des Cartlett Brook. Insgesamt umfasst das Gemeindegebiet 1.136 Hektar. Wahlkreisgeographisch gehört die Gemeinde zum britischen Wahlkreis Preseli Pembrokeshire bzw. zu dessen Pendant auf walisischer Ebene.

## Verkehr
Das Dorf Spittal ist über Lokalstraßen mit der regionalen B4329 road im Osten und der überregionalen A40 road im Westen verbunden. Das Dorf ist zudem per Bus erreichbar; Stand 2023 verkehrt die Linie 313 des Pembrokeshire City Councils von Haverfordwest nach Wiston über Spittal.

## Bauwerke
Auf dem Gebiet der Gemeinde befinden sich drei Bauwerke mit Listung auf der Statutory List of Buildings of Special Architectural or Historic Interest, darunter das Herrenhaus Scolton Manor außerhalb des Dorfes als Grade II* building und die Dorfkapelle Saint Mary als Grade II building.